# Retro-Swing
Retro-Swing war Ende der 1990er-Jahre weltweit eine Tanzmusikwelle, bei der Combo- und Bigband-Swingmusik in einer modern aufgepeppten Variante gespielt wurde, vor allem um alte Tänze aus der Swing-Ära wie den "Jitterbug" wiederzubeleben. Tanzgruppen kleideten sich in Mode der 1930er und 1940er Jahre und tanzten die wilden Gesellschaftstänze der Swing-Ära vor, welche die Vorläufer des Rock-’n’-Roll-Tanzes waren. Daher kam auch eine bestimmte Einfärbung dieser NeoSwing-Musik: vom Rock ’n’ Roll, da z. B. Rockabilly-Musiker wie Brian Setzer mit heißer Bigband-Musik am Geschäft mit dem Retro-Swing beteiligt waren. Mit Jazz hatte die Musikform nur bedingt zu tun.